# برمون
البرمون أو لفش (الاسم العلمي: Lates) هو جنس من الأسماك يتبع الفصيلة البرمونية من رتبة الفرخيات.

## أنواع البرمون
- برمون رفيع الرأس
- برمون شائع
- برمون ياباني
- برمون لاكديفا
- برمون طويل الشوكة
- برمون كبير العيون
- برمون ماريا
- برمون صغير الحراشف
- برمون نيلي
- برمون أملس
- برمون أويسارا